# 井上良雄 (海軍軍人)
井上良雄（いのうえ よしお、1898年（明治31年）1月22日 - 1944年（昭和19年）10月27日）は、日本の海軍軍人。最終階級は海軍少将。

## 経歴
埼玉県入間郡川越町（現在の川越市）の実業家、井上勘兵衛（十一代）の長男として生まれる。 1920年6月海軍兵学校を卒業（第48期）。同期生に神重徳、三和義勇、宮崎俊男、大石保らがいる。
1921年（大正10年）6月1日海軍少尉。1922年（大正11年）12月1日海軍中尉。1925年（大正14年）12月1日海軍大尉。1927年（昭和2年）東洋大学聴講生だった大谷藤子と結婚するが1932年（昭和7年）には離婚（その後藤子は女流作家となる）。
1929年（昭和4年）11月30日駆逐艦「天津風」、1931年（昭和6年）1月31日「狭霧」航海長。12月1日第4号掃海艇長。1933年（昭和8年）5月25日駆逐艦「楡」駆逐艦長。11月15日海軍少佐。
1935年（昭和10年）1月10日重巡洋艦「妙高」水雷長（3月28日までは「那智」水雷長兼務）。10月10日駆逐艦「卯月」駆逐艦長。1936年（昭和11年）12月1日「響」駆逐艦長。1937年（昭和12年）5月1日「涼風」艤装員長。8月31日同駆逐艦長。
1938年（昭和13年）11月15日海軍中佐。12月15日「朝霧」駆逐艦長。1939年（昭和14年）11月1日「漣」駆逐艦長。1940年（昭和15年）11月15日「萩風」艤装員長と主に水雷畑を歩み、3月31日同駆逐艦長として太平洋戦争開戦を迎えた。
1942年（昭和17年）5月10日特設航空母艦「八幡丸」副長。
1943年（昭和18年）5月10日（海軍大佐）8月18日第九駆逐隊（「朝雲」、「薄雲」、「白雲」）司令。第5艦隊第1水雷戦隊に編入され、北千島方面で船団護衛に従事し、12月3日からマーシャル諸島ルオット島へ物資輸送を行った。
1944年（昭和19年）3月31日第九駆逐隊は第十八駆逐隊と改称され、引き続き司令。再び北千島方面で北方作戦に従事し、さらに硫黄島、父島への輸送に当たる。この頃第十八駆逐隊にあったのは「霞」、「薄雲」、「不知火」の3隻であったが、7月7日、「薄雲」が米潜水艦「スケート」に撃沈され、第18駆逐隊は「不知火」（司令駆逐艦）、「霞」の2隻となる。
10月23日レイテ沖海戦が起こると、第十八駆逐隊は第二遊撃部隊（通称志摩艦隊）に属し、西村部隊（第一遊撃部隊第三部隊）に続行してスリガオ海峡に突入。だが先行した西村部隊が「時雨」を除いて全滅していたため、志摩艦隊は戦場を離脱してコロン湾に帰投。
10月26日夕刻、「不知火」はパナイ島北東で空襲を受けた第16戦隊（左近允尚正司令官）の軽巡「鬼怒」の曳航艦として派遣されたが発見できず帰途についた。その途上、米空母艦載機の攻撃によりフィリピン諸島シブヤン海にて沈没、荒駆逐艦長以下全員が戦死したが井上司令も運命を共にした。戦死後に少将。

## その他
井上家は川越町高沢町（現在の元町の一部）名主を務めた材木問屋で以下のような歴史を持つ旧家である。
二代目権兵衛の番頭格であった半右衛門が仕事のかたわら彫った雌雄一対の獅子頭が観音寺に奉納され、石原のささら獅子舞（県指定無形民俗文化財）に使用されている。
六代目権兵衛（助左衛門）は梅暁堂盤雨と号した画家としての顔を持ち、1777年（安永6年）に描いた屏風絵「川越の四季」は市指定文化財となっている。
九代目勘兵衛は1848年（嘉永元年）に神田川での荷物を積む権利を巡って川越商人と江戸小川町商人との間に起きた裁判の際には、川越商人を代表して裁判に臨み勝訴している。
明治に入るとゴム会社、鉛筆工場、倉庫業など幅広い事業を営んだ。良雄の弟である彦二郎が十二代を継ぎ、医師・市会議員として川越市政に尽力した。十三代誠一郎以降も医業として現在まで続いている。